# Søndre Boksjø
Søndre Boksjø (szw. Boksjön) – jezioro położone na granicy Norwegii i Szwecji. Zajmuje powierzchnię 8 km² i jest położone na wysokości 166 m n.p.m.. W środkowej części jeziora znajduje się wyspa o powierzchni 0,1 hektara (0,0010 km2), która jest najmniejszą wyspą na świecie, przez która przebiega granica państwowa. Przez jezioro przepływa rzeka Enningdal. W 1980 przeprowadzono zabieg wapnowania jeziora. Jezioro charakteryzuje się bogatą, ale jednocześnie wrażliwą awifauną. Na wysepkach gniazdują m.in. rybołów, nur czarnoszyi i tracz długodzioby. Z tego powodu obszar w północno-zachodniej części jeziora jest objęty zakazem wstępu w sezonie lęgowym (od 15 kwietnia do 15 lipca). Norweska część jeziora oraz lasy położone na zachód i północ od jeziora wchodzą w skład rezerwatu przyrody Ludsneset.